# Саведж (Меріленд)
Саведж (англ. Savage) — переписна місцевість (CDP) в США, в окрузі Говард штату Меріленд. Населення — 7542 особи (2020).

## Географія
Саведж розташований за координатами 39°8′47″ пн. ш. 76°49′18″ зх. д. / 39.14639° пн. ш. 76.82167° зх. д. (39.146463, -76.821637).  За даними Бюро перепису населення США в 2010 році переписна місцевість мала площу 7,10 км², з яких 7,09 км² — суходіл та 0,01 км² — водойми.

## Демографія
Згідно з переписом 2010 року, у переписній місцевості мешкали 7054 особи в 2612 домогосподарствах у складі 1783 родин. Густота населення становила 993 особи/км².  Було 2778 помешкань (391/км²).
Расовий склад населення:
| - 53,9 % — білих - 28,2 % — чорних або афроамериканців - 9,4 % — азіатів - 0,4 % — корінних американців - 0,1 % — вихідців з тихоокеанських островів - 3,6 % — осіб інших рас |

До двох чи більше рас належало 4,4 %. Частка іспаномовних становила 8,0 % від усіх жителів.
За віковим діапазоном населення розподілялося таким чином: 25,0 % — особи молодші 18 років, 67,8 % — особи у віці 18—64 років, 7,2 % — особи у віці 65 років та старші. Медіана віку мешканця становила 34,4 року. На 100 осіб жіночої статі у переписній місцевості припадало 103,3 чоловіків;  на 100 жінок у віці від 18 років та старших — 99,7 чоловіків також старших 18 років.
Середній дохід на одне домашнє господарство  становив 98 691 долар США (медіана — 81 272), а середній дохід на одну сім'ю — 114 531 долар (медіана — 96 120). Медіана доходів становила 69 832 долари для чоловіків та 66 518 доларів для жінок. За межею бідності перебувало 5,9 % осіб, у тому числі 6,7 % дітей у віці до 18 років та 14,3 % осіб у віці 65 років та старших.
Цивільне працевлаштоване населення становило 3178 осіб. Основні галузі зайнятості: освіта, охорона здоров'я та соціальна допомога — 21,6 %, публічна адміністрація — 16,1 %, науковці, спеціалісти, менеджери — 12,6 %.